# 宮田村 (岐阜県本巣郡)
宮田村（みやでんむら）は、かつて岐阜県本巣郡に存在した村である。
現在の瑞穂市宮田に該当する。
発足時は大野郡の村であったが、大野郡の一部が本巣郡に編入されたさい、本巣郡の村となった。

## 歴史
- 1889年（明治22年）7月1日 - 町村制により宮田村が発足。
- 1897年（明治30年）4月1日[2] - 大野郡が分割されて、揖斐郡と本巣郡の一部となる。当村は本巣郡となる。
- 1897年（明治30年）4月1日 - 唐栗村、七崎村、田ノ上村、森村、大月村、居倉村と合併し、川崎村が発足。同日は宮田村は廃止。